# Polestar 2

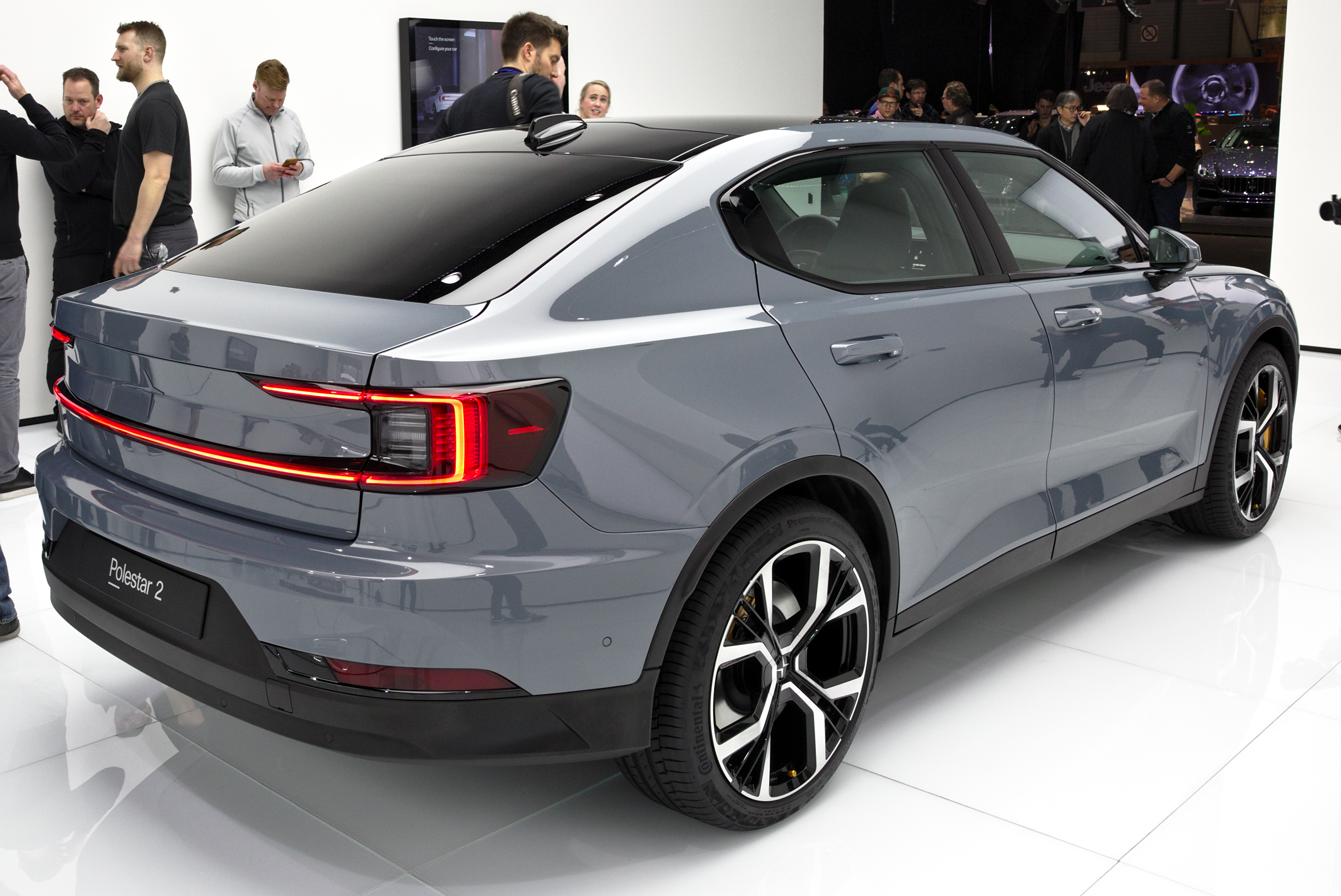
Vue de l'arrière

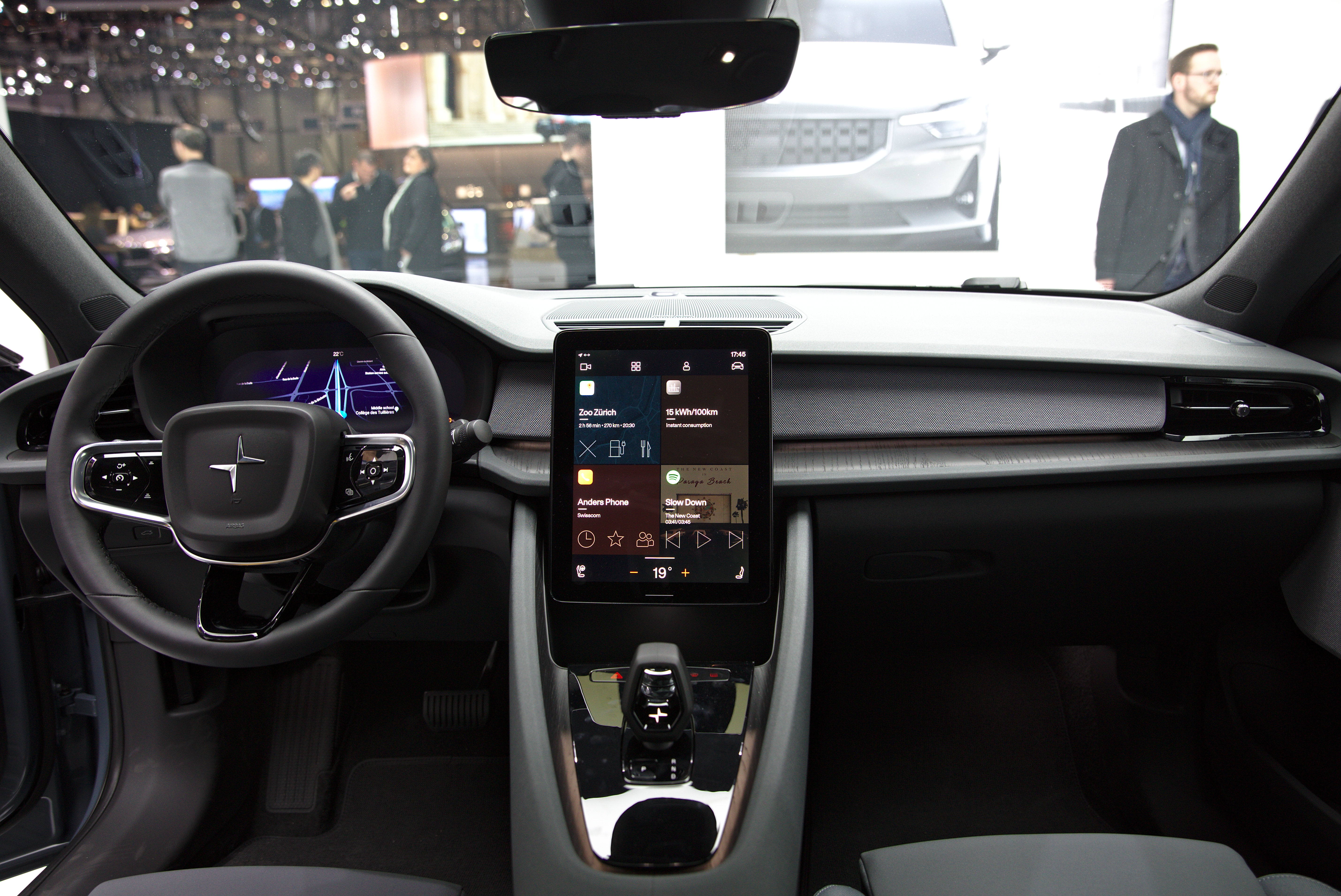
Interieur

La Polestar 2 est une voiture électrique du constructeur automobile suédois Polestar produite à partir de début 2020. Elle est le second modèle et le premier véhicule électrique du constructeur, filiale du groupe Geely et de Volvo Cars.

## Présentation
Le second modèle de Polestar est présenté officiellement lors de la 89e édition du salon de Genève en mars 2019. Sa commercialisation débute en 2020 par la Chine, puis dans l'ordre de diffusion les États-Unis (Californie principalement), le Canada, la Belgique, l'Allemagne, les Pays-Bas, la Norvège, la Suède et le Royaume-Uni.
Même si Polestar est une marque suédoise dont le siège mondial est situé à Göteborg, toutes les Polestar 2 sont produites uniquement en Chine, à Luqiao.
Le 100 000e exemplaire de Polestar 2 est vendu en novembre 2022.

### Améliorations de 2022
Polestar annonce l'arrivée de quelques améliorations sur sa berline en avril 2022. 
La capacité de la batterie atteint désormais 69 kWh, ce qui permet d'augmenter l'autonomie de la version Standard Range Single Motor. La puissance de charge, elle, passe à 130 kW maximum. La Polestar 2 Long Range Dual Motor propose un Pack Performance permettant d'atteindre une puissance de 350 kW / 476 ch et un couple de 680 N m. 
De nouveaux matériaux plus durables sont dorénavant utilisés à l'intérieur du second modèle de la marque suédoise. L'aluminium utilisé à l'extérieur est aussi plus respectueux de l'environnement, et une sellerie cuir Nappa plus écologique fait son apparition. Cela est complété par l'arrivée de nouvelles jantes, décorations intérieures, teintes de carrosserie et de sellerie.
Ces versions mises à jour sont livrées à partir de septembre 2022.

### Améliorations de 2023
La Polestar 2 reçoit des évolutions techniques au début de l'année 2023. Les modèles à deux roues motrices deviennent des propulsions, et l'autonomie augmente : elle atteint 518 km pour la version 200 kW, 635 km avec la version 220 kW. Les performances sont par ailleurs améliorées sur les modèles à transmission intégrale.

## Caractéristiques techniques
La Polestar 2 est basée sur la plateforme technique modulaire CMA (Compact Modular Architecture) de Volvo, servant notamment à la Volvo XC40.
La planche de bord de la berline est dotée d'un écran tactile de 11 pouces de diagonale positionné en format portrait.

### Motorisations
La 2 du constructeur reçoit deux moteurs électriques de 150 kW, un sur chaque essieu lui faisant bénéficier d'une transmission intégrale, pour une puissance de 408 ch (300 kW) et 660 N m de couple.

### Batteries
La Polestar 2 est équipée d'une batterie de 78 kWh lui procurant plus de 475 km d'autonomie d'après la norme WLTP.

### Sécurité
La Polestar 2 obtient 5 étoiles à la notation Euro NCAP de 2021 avec un score de 92% pour la protection des adultes, 89% pour les enfants, 80% pour les usagers vulnérables de la route et 86% pour l'aide à la sécurité.
Le véhicule est doté d'un rappel de bouclage de ceinture de sécurité en série à l'avant comme à l'arrière.
Un système de suivi de l'attention du conducteur suit les interactions sur la direction et avertit le conducteur lorsque les caractéristiques d'une conduite fatiguée sont détectées. 
Un système d'adaptation intelligente de la vitesse est présent de série, mais ne répond pas aux exigences de l'Euro NCAP. 
Un limiteur de vitesse peut être positionné manuellement. 
Un système d'assistance de voie modifie la direction lorsque la voiture glisse en dehors de sa voie. 
L'AEB fonctionne bien dans les conditions d'essais
En 2021, une mise à jour over-the-air (OTA) permet de déverrouiller le véhicule depuis un smartphone et de surveiller la charge de la batterie.

## Finitions
- Launch Edition (la première année uniquement)
- Shanghai
- Berlin
- Londres

### Séries spéciales
- BST Edition 270 (2022)[11]
- BST Edition 230 (2023), vendue à 230 exemplaires aux États-Unis et en Europe. Éléments esthétiques spécifiques dans l'habitacle et à l'extérieur (teinte de carrosserie Verde Nebula). Améliorations techniques : Hauteur de caisse rabaissée de 25 mm, amortisseurs Öhlins réglables manuellement, suspensions raffermies de 20 %, puissance accrue et performances améliorées[12].

## Concept car
La Polestar 2 est préfigurée par le concept car Volvo 40.2 Concept présenté à Göteborg, en Suède le 18 mai 2016.